# Gemeentelijk stadion Suita
Het Gemeentelijk stadion Suita (市立吹田サッカースタジアム, Shiritsu Suita Sakkā Sutajiamu) is een voetbalstadion in het Japanse Suita met een capaciteit van 39.694 toeschouwers.
Het stadion werd tussen 13 december 2013 en september 2015 gebouwd en op 10 oktober 2015 officieel geopend. 
Gamba Osaka is de vaste bespeler en het stadion vervangt het  Osaka Expo '70  wat sinds 1993 de thuisbasis van de club was. In 2016 werd de finale van de Emperor's Cup in het stadion gespeeld. Het stadion werd gebruikt tijdens het wereldkampioenschap voetbal voor clubs in 2016. 